# A Brewerytown Romance
A Brewerytown Romance é um curta-metragem mudo norte-americano de 1914, do gênero comédia, dirigido por Frank Griffin e estrelado por Oliver Hardy.

## Elenco
- Eva Bell - Lena Krautheimer
- Raymond McKee - Emil Schweitzer
- Frank Griffin - Tango Heinz (como Frank C. Griffin)
- Oliver Hardy - Cassidy (como Babe Hardy)